# Nanding
Nanding är en ort i Kina. Den ligger i provinsen Shandong, i den östra delen av landet, omkring 95 kilometer öster om provinshuvudstaden Jinan.
Runt Nanding är det tätbefolkat, med 735 invånare per kvadratkilometer. Närmaste större samhälle är Zibo, 4,7 km norr om Nanding. Trakten runt Nanding består till största delen av jordbruksmark.
Genomsnittlig årsnederbörd är 769 millimeter. Den regnigaste månaden är juli, med i genomsnitt 284 mm nederbörd, och den torraste är januari, med 7 mm nederbörd.